# Доможиров, Лев Николаевич

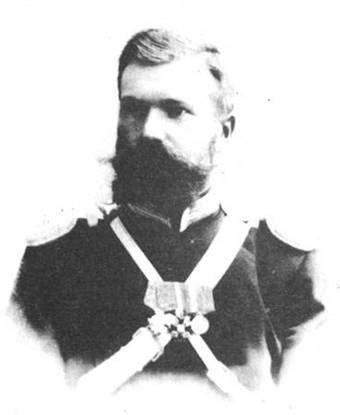

Лев Никола́евич Доможи́ров (18 февраля 1868, Российская империя — 1920) — русский военачальник. Генерал-майор. Участник Русско-японской, Первой мировой и Гражданской войн. Участник Белого движения в Сибири.

## Происхождение, образование и довоенная служба
Лев Николаевич происходил из дворянского рода, являлся потомственным казачьим офицером станицы Магнитной (в настоящее время г. Магнитогорск) 2-го военного отдела Оренбургского казачьего войска (ВО ОКВ). Отец — Николай Яковлевич Доможиров (27 января 1838 — 1895 гг.) войсковой старшина (с 02.05.1885), атаман станицы Магнитной 2-го ВО ОКВ (1875-1880), почетный судья ст. Магнитной (1895-1897). Дед — Яков Васильевич, офицер ОКВ. В станице Магнитной за родителями благоприобретенный дом и потомственный земельный участок в 400 десятин.
Лев Николаевич окончил Оренбургский Неплюевский кадетский корпус (1885 г.), 3-е Александровское Военное училище по 1-му разряду (1887 г.), Офицерскую кавалерийскую школу (1889 г.). На службе с 25.08.1885 г. Хорунжий с 07.08.1887 г.  Сотник с 25.10.1890 г. Подъесаул с 01.07.1902 г. Есаул (капитан) с 06.12.1907 г. Гвардии есаул  с 13.11.1908 г. Войсковой старшина (подполковник) с 17.01.1910 г.
Первая супруга – дочь коллежского советника Клавдия Васильевна Ларищева. Дети: Александр (02.12.1899 г.), Иван (19.03.1903 г.), Николай (22.03.1908 г.). После смерти первой жены состоял во втором браке (не ранее 1910 г.) с Софьей Аифаловной Светлосановой (1877—1975 гг.), дочерью статского советника. Дети: Дмитрий (1910—1921 гг.), Лев (1911—1921 гг.), Мария (15 января 1913 — 29 декабря 2002 гг.), Яков (27 мая 1919 — 22 марта 2006 гг.).

## Участие в Первой мировой войне
28 июля 1914г.войсковой старшина Л. Н. Доможиров принимает командование 7-м ОКП. В составе полка был 21 офицер и 952 казака. Из Оренбурга казаки прибывают в Уфу, выступают на фронт. За 15 месяцев войны (с сентября 1914 до января 1916 года) сотни полка были разбиты по пехотным дивизиям в составе частей 18-го и 31-го армейских корпусов, принимали участие во всех крупных и мелких боях при переправах через р-и Сан и Вислу, под Краковом, на р. Ниде и Западном Буге. 25.09.1915 г. Л. Н. Доможирову присвоено звание полковника. В 1916 году 4 сотни из 6 под командой командира полка с 20.05.2016 г. до 21.06.1916 г. занимались обороной северных позиций Огинского канала; с 4 июля по 23 августа защищали позиции р. Стохода, р. Струмени и на том же участке участвовали в боях и частичном форсировании р. Стохода. 22 октября 1916 г. полк был отозван в Закаспийскую область, где, войдя в состав Гюреченского экспедиционного отряда, выступил в поход в Персию до начала 1917 г.

## Участие в Гражданской войне
В Русской армии адмирала Колчака присвоено звание генерал-майор за Боевые Отличия с утверждением в занимаемой должности и зачислением по ОКВ указом Верховного Правителя № 290. 10.10.1918 г. Командовал 1-й бригадой 2-й Оренбургской казачьей дивизии. Начальник 1-й Оренбургской казачьей дивизии. Начиная с июля 1919 года командовал Конной партизанской группой (1300 сабель) 3-й армии. За боевые заслуги в борьбе с Красной армией был награждён Георгиевским оружием, 13 сентября 1919 года был удостоен благодарности, объявленной приказом Верховного Правителя и Верховного главнокомандующего. В январе 1920 г. ехал в эшелоне дежурства штаба Восточного фронта. Попал в плен РККА в районе Красноярска. Был отпущен, затем пленен заново и расстрелян.
Награды
Ордена Святого Станислава 3-й степени (06.05.1895 г.), Святой Анны 3-й степени (12.02.1904 г.), Святого Станислава 2-й степени (06.12.1907 г.), 2 й Императорский приз за фехтовальный бой на состязании 21.12.1907 г., орден Св. Анны 2-й степени (06.05.1914 г.), мечи к ордену Святой Анны 2-й степени и орден Святого Владимира 4-й степени с мечами и бантом (в 1-ю Мировую Войну), Георгиевское Оружие «За то, что лично предводительствуя бригадой Оренбургской казачьей дивизии в бою 9 сентября (1919 г. у поселка Островно, личным примером довел до удара холодным оружием свою часть под убийственным огнем противника». Повелением Верховного Правителя и Верховного Главнокомандующего 12.09.1919, объявлена благодарность.

## Сочинения
- Казачьи вопросы // Вестник рус. конницы. 1906. №  23-24.
- Казачьи вопросы // Вестник рус. конницы. 1907. №  9, 11.
- Льгота казачьих офицеров // Воен. сб. 1908. №  8.
- Новый путь // Вестник рус. конницы. 1909. № 23.
- Казачьи вопросы // Воен. сб. 1911. №  11.
- Открытое письмо Председателю Войскового Круга Оренбургского казачьего войска // Оренб. каз. вестник. 1917. 17.11. №  81. С. 2.